# エーテル体
エーテル体（エーテルたい、英: etheric body）は、神智学の『シークレット・ドクトリン』では、「魂の体、創造主の息」であり、ソフィア・アカモートが最初に顕在化した形態、7つの粗大順の物質（4つは顕在化し3つは未顕在）のうち最も粗大で塑性の物質であり物質の骨格であるとしている。アストラル光とも。初期の霊的世界において蛇として象徴されたものであり、ギリシア語の「ロゴス」に相当し、厳密にはアイテールとエーテルは異なるが、物質が存在する前は、現在のアーカーシャやアイテールと同様の「父であり母」であったと説明している。
活力体、生気体 (vital body) とも呼ばれる。人智学で知られるルドルフ・シュタイナーは、生命体 (Lebensleib)、生命力体 (Lebenskraftleib)、形成力体 (Bildekräfteleib) とも呼んだ。
現代物理学では、エーテル という言葉は19世紀の自然科学で提起された光を伝達する仮想上の媒質の名称として記憶されており、現在では不要な概念となっている。一方、シュタイナーは、エーテル体でいうところのエーテルは物理学とは関係のない別の意味の言葉として用いられていることを強調している。
霊眼の開けたミディアム（霊能力者）が人間の身体を観察すると、肉体とエーテル体（霊的身体）とアストラル体（精神的身体）とそれを取り巻くオーラによって創造されていることが再発見された。また、肉体のオーラ及びアストラル体のオーラはキルリアン写真とコンピュータ断層撮影（ＣＴスキャナー）を組み合わせたＥＭＲスキャナーによって観察可能とされる（シルバーバーチのスピリチュアルな法則　宇宙と生命のメカニズム　Page.17 20行より）。

## 概説

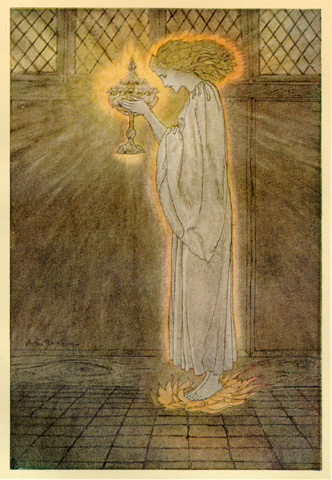
「聖杯」 アーサー・ラッカム（1917年）。この時代のラファエル前派の美術作品はしばしば霊体、オーラ、光の身体への同時代的関心を反映している。

エーテル体は、秘教哲学において人体のエネルギー場すなわちオーラの第1層ないし最下層として提起されている、想定上の「生気体」ないし「精微な身体」（スークシュマ・シャリーラ；微細身）に対してネオ神智学が与えた名称である。物質的身体（ストゥーラ・シャリーラ；粗大身）と直に接しており、肉体を維持し、それと上位の諸身体とを結びつけるものと言われている。
エーテル体すなわち「エーテル的身体」の「エーテル的」（英語の etheric；イセリック）という言葉は、本来はブラヴァツキー夫人の著作に由来しているが、C・W・レッドベターとアニー・ベサントによって、7つの界層と身体の体系から「リンガ・シャリーラ」といったヒンドゥー的用語を取り除くために正式に採用されたものである。
第一次世界大戦後、この用語はある程度一般にも広まり、ウォルター・ジョン・キルナーはこれをある種の訓練によって裸眼で可視化することができると著作で主張し、「人間の雰囲気」のひとつの層の名称として採用した 。
プラトンおよびアリストテレス自然学の古典的元素であるエーテル（ギリシャ語: αἰθήρ, アイテール）は、ヴィクトリア朝の科学における仮説である光の媒質としてのエーテル、そして語源を同じくする化学物質としてのエーテルという名称に受け継がれていた。神智学者たちとアリス・ベイリーによれば、エーテル体は物質界の上位4亜界に当たるエーテル界に存在している。したがって、意図されたこの語の指示対象は、ある種の希薄な物質（質料）であり、スピリット（霊または精気、本来は「気息」の意）という言葉の用法に類似している。神智学者たちはこれを、インド由来の形而上学体系で明確に定義された概念を指す用語として選び、これによってヴェーダーンタ思想の「プラーナマヤ・コーシャ」（精微な気息ないし活力であるプラーナでできた鞘）のような観念と同列のものとした。
通俗的な用法ではエーテル体はアストラル体に関連した概念と混同されることも多く、たとえばアストラル投射に関して、初期の神智学者たちはエーテル体を「アストラル複体」と呼んだ。「下位アストラルと上位アストラル」について語ることを好む人もいる。

## チャクラ
神経叢エーテルを通して発揮されることで、いくつかの霊的中枢が生まれるとされる。このセンターがチャクラなどと呼ばれる。主要なチャクラは7つある。